# Leva striolifrons
Leva striolifrons är en insektsart som beskrevs av Nicholas David Jago 1996. Leva striolifrons ingår i släktet Leva och familjen gräshoppor. Inga underarter finns listade i Catalogue of Life.